# Эванс, Гвинвор
Ри́чард Гви́нвор Э́ванс (англ. Richard Gwynfor Evans) (1 сентября 1912 — 21 апреля 2005) — уэльский политик, первый представитель валлийской националистической партии Plaid Cymru в парламенте Великобритании (дважды: с 1966 по 1970 и с 1974 по 1979).

## Ранние годы
Гвинвор Эванс в родился в англоговорящей семье в Барри недалеко от Кардиффа; валлийский язык он выучил уже в зрелом возрасте. Эванс учился в Аберистуите и Оксфорде, получив диплом юриста. Когда в 1925 году была основана Партия Уэльса, Эванс был ещё подростком, но в бытность свою в Оксфорде создал там отделение партии. В 1945 году он стал президентом Plaid Cymru и оставался им до 1981 года.
Эванс был искренним христианином и пацифистом. Во время Второй мировой войны он отказался служить в армии по убеждениям и предстал за это перед судом, однако судьи признали твердость его убеждений и его право не воевать. Эванс сыграл активную роль в поддержании партийной деятельности в 1940-х и 1950-х годах. В 1950-х годах он безуспешно боролся за создание в Уэльсе парламента, а позже выступал против плотины на реке Триверин: созданное в результате её постройки водохранилище должно было снабжать водой Ливерпуль, но при этом затопило деревню Капел-Келин, где большинство говорило по-валлийски. Борьба против водохранилища Ллин-Келин была важным событием в политике начала 1960-х и сыграла в истории Партии Уэльса не меньшую роль, чем подрыв артиллерийской школы в Пениберте, осуществленный Льюисом Сондерсом и его единомышленниками.

## Участие в выборах

### Местные выборы и начало участия в парламентской гонки
Эванс был выбран членом Совета графства Кармартеншир в 1949 году и сохранял его за собой в течение 25 лет. Обычно он был единственным представителем Plaid Cymru. Он получил прозвище «Эванс Две полосы», так как все время настаивал на улучшении ситуации с транспортом. Он участвовал во всеобщих выборах 1945, 1950, 1955 и 1959 года, борясь за место от округа Мерионет, а также на довыборах 1954 года в округе Абердаре.

### Довыборы в Кармартене 1966 года
14 июля 1966 года Эванс победил в борьбе за место от округа Кармартен представителей лейбористов: в округе прошли довыборы в связи со смертью Меган Ллойд-Джордж, дочери бывшего премьер-министра Великобритании Дэвида Ллойд-Джорджа. Победа Эванса на довыборах стала поворотным моментом для Plaid Cymru.

### Участие в других выборах
На всеобщих выборах 1970 года Эванс проиграл представителю лейбористов Гвиноро Джонсу, и не смог вернуть утраченное на выборах 1974 года, уступив всего три голоса. Однако в октябре того же года в Великобритании вновь прошли всеобщие выборы, и Эванс победил в своем оурге большинством в 3 640 голосов. Вместе с ним Plaid cymru представляли Давид Уигли и Давид Элис-Томас.
В 1979 и 1983 году Эванс потерпел неудачи и более в выборах не участвовал.

## Эванс как депутат
В Палате общин Эванс отстаивал свои пацифистские принципы. В частности, он был одним из немногих депутатов, не поддержавших решение Великобритании поставлять оружие правительству Нигерии в гражданской войне с Биафрой. Он также был противников Вьетнамской войны: когда власти США не пустили его в страну в составе группы инспекторов, он устроил акцию протеста у военной базы в Таиланде.
Эванс был первым (и последним) президентом Кельтской лиги.

## Поздние годы
В 1980 году, когда существовала опасность того, что консерваторы отменят решение о начале работе валлийскоязычного телеканала, Эванс пригрозил начать голодовку, и 1 ноября 1982 года S4C всё же начал работу.
Уйдя из политики, Эванс стал активным публицистом и писателем. Обычно английские версии его книг появлялись одновременно с валлийскими или даже после них.